# Jim Zeller
Jim Zeller est un harmoniciste né en 1953 à Sainte-Agathe-des-Monts dans les Laurentides au Québec . Harmoniciste, tout son répertoire est très imprégné de blues. Il a accompagné plusieurs artistes au Québec dont Jean-Pierre Ferland, Boule Noire, Michel Pagliaro, Mahogany Rush, Carl Tremblay, Nanette Workman, et Bertrand Gosselin sur disques et en concerts.

## Biographie
Dans les années '70, Jim fait la rencontre d'un musicien multi-instrumentiste Alan Gerber avec lequel il sillonne les routes du blues, tant au Canada qu'aux États-Unis, le duo se forge ainsi une réputation qui culmine avec la participation à un concert de Bob Dylan à Québec. Puis ils se voient donner la chance d'apparaître dans le film de Dylan, Renaldo et Clara en 1978 avec, entre autres, Joan Baez, T-Bone Burnett, Ronnie Hawkins, Allen Ginsberg, Mick Ronson, Arlo Guthrie, Phil Ochs, etc. Alors qu'il vit à New-York en 1982, Jim doit tout faire pour arriver à survivre et il est impliqué dans une sombre histoire de trafic de drogues. C'est ainsi qu'il est arrêté lors d'une opération policière, il passera deux ans à la prison de Riker Island. Libéré en 1984, il doit revenir au Québec et monte de sitôt un groupe avec Joe Jammer, un guitariste originaire de Chicago, avec lequel il fait littéralement exploser les scènes partout où ils sont en spectacles. Jim Zeller a publié cinq albums seulement, mais c'est surtout quelqu'un qui fait la tournée des bars. Pilier de la rue Saint-Denis, dans le Quartier Latin de Montréal, on l'a beaucoup vu depuis 20 ans, déployant sa machine de musique blues sur la scène du Grand Café et du Bistro à JoJo. En 1993, il fait l'objet d'un documentaire réalisé par Éric Michaud et Michael Hogan, Locomotive Blues de 29 minutes sur une de ses propres musiques.
Dans les années '70, il a accompagné les plus grands, dont Nanette Workman, Michel Pagliaro et Robert Charlebois (sur Longue Distance, 1976).

## Discographie
- 1979 : Cartes sur table - Avec Nanette Workman.
- 1995 : Fire to the Wire
- 1999 : Live
- 2004 : Cut to the Chase
- 2015 : Circus - Produit par Jean Millaire qui joue aussi la guitare sur l'album.

- Single :
- C'est la vie is very hard/J'ai pas froid aux yeux Date de parution inconnue

## Collaborations
site web https://jimzeller.wixsite.com/jimzeller
- 1975 : Quand On Aime On A Toujours 20 Ans de Jean-Pierre Ferland - Enregistré en concert à la prison des femmes Tanguay le 15/08/1975.
- 1976 : Longue Distance de Robert Charlebois.
- 1976 : Les années passent de Boule Noire.
- 1976 : Nanette Workman de Nanette - Avec Walter Rossi, Angelo Finaldi, etc.
- 1977 : Time Race de Michel Pagliaro. - Jim sur 8 chansons.
- 1978 : Aimer d'amour de Boule Noire - Jim sur Les Anges, Californie.
- 1978 : Dame Musique de Bertrand Gosselin.
- 1981 : Primitif de Boule Noire - Jim sur 4 chansons Avec Nanette Workman.
- 1982 : Reggea de Boule Noire.
- 1988 : Pepino's Back/Pepino's Back (Remix) de Icarus - Single
- 1996 : Resolution de Boule Noire - Avec entre autres Kathleen Dyson.
- 1996 : Dragonfly: The Best of Frank Marino & Mahogany Rush de Frank Marino & Mahogany Rush - Avec Nanette Workman.
- 2000 : Noel en blues Artistes Variés - Jim sur 2 chansons.
- 2001 : Rock n' Blues de Carl Tremblay - Jim sur Thank You (For Letting Me Be Myself)/I Feel the Earth Move.
- 2002 : Quadrosonic de Les Respectables.
- 2006 : Vanilla Blues Cafe de Nanette Workman - Avec Éric Lapointe, Billy Workman, Jimmy Ayoub, etc.
- 2007 : Si La Vie Vous Interesse...  de Bertrand Gosselin.
- 2010 : Live/Tales of the Unexpected/What's Next de Mahogany Rush - Jim sur Roadhouse Blues.
- 2010 : Un Pied a Terre de William Deslauriers - Avec Jeff Smallwood, Scott Price, etc.
- 2012 : Just gettin' started de Nanette Workman - Avec Frank Marion, Steve Hill, Jimmy Ayoub, etc. Jim joue sur Memphis Jane.
- 2017: T'as d'la pogne de Mario Benjamin